# Lato w Złotej Dolinie
Lato w Złotej Dolinie (bośn. Ljeto u zlatnoj dolini) – film fabularny z roku 2008 w reżyserii Srđana Vuleticia zrealizowany w koprodukcji kilku krajów: Bośni i Hercegowiny, Francji i Wielkiej Brytanii.

## Opis fabuły
W czasie muzułmańskiego pogrzebu 16-letni chłopiec z Sarajewa Fikret dowiaduje się, że jego ojciec był winien znaczną sumę pieniędzy człowiekowi o imieniu Hamid. Hamid nie chce darować długu uznając, że przechodzi on z ojca na syna. Cała rodzina Fikreta jest prześladowana przez wierzyciela. Fikret musi odnaleźć się w powojennym Sarajewie, pełnym przemocy, nędzy i korupcji i szukać pomocy w konfrontacji z Hamidem.

## Obsada
- Haris Sijarić jako Fikret Varupa
- Svetozar Cvetković jako Ramiz Krpo
- Kemal Čebo jako Tiki
- Zana Marjanović jako Sara
- Emir Hadžihafizbegović jako Hamid
- Aleksandar Seksan jako Cico
- Sadzida Setic jako Majka
- Admir Glamocak jako Klupa
- Dragan Jovičić jako Jasmin
- Ðani Jaha jako Spico
- Miraj Grbić jako Cupo
- Maja Salkić jako stewardesa
- Dženana Nikšić jako Selma
- Saša Petrović jako dziadek
- Senad Bašić jako Ispijeni
- Amar Bektešević jako aktor dziecięcy
- Nermin Tulić jako Amidža Hasan
- Tahir Niksić jako Amidža Osman

## Nagrody
- 2004: Europejski Festiwal Filmowy w Brukseli
  - Złota Iris
- 2004: Międzynarodowy Festiwal Filmowy w Rotterdamie
  - Nagroda Tygrysa
  - Nagroda MovieZone
- 2004: Międzynarodowy Festiwal Filmowy w Sofii
  - Specjalna Nagroda Jury
  - Nagroda FIPRESCI
- 2004: Bermuda International Film Festival
  - Nagroda Jury